# 費爾維尤鎮區 (北卡羅萊納州班康縣)
費爾維尤鎮區（英語：Fairview Township）是位於美國北卡羅萊納州班康縣的一個鎮區。

## 地方資料
費爾維尤鎮區的面積為123.80平方千米，皆為陸地。根據2020年美國人口普查的數據，當地共有人口9307人，而人口密度為每平方千米75.18人。